# 高賓 (北朝)
高賓（502年—572年6月8日），字元宾，自称是渤海郡蓨縣（今河北省衡水市景县）人，東魏、西魏、北周官員，隋朝四貴之一高熲的父親。

## 生平
高宾的祖先因为北边任官，后沦陷于辽东。高宾的祖父高暠在北魏太和初年從遼東歸附，官至安定郡太守、衛尉卿，父親高季安官至撫軍將軍、兗州刺史。
高宾年轻时聪明机敏，有文才和武略的才能，在东魏历任龙骧将军、谏议大夫、立义都督。高宾的同僚妒忌他的才能，向高欢说坏话。高宾担心会遭受祸难，在大统六年（540年）抛弃家属，潜行归附西魏。宇文泰赞赏高宾，任命他担任安东将军、银青光禄大夫。高宾又被大司马独孤信引荐担任属官，赐姓独孤氏。独孤信被诛杀后，他的妻子儿女被迁徙到川蜀。独孤伽罗因为高宾是父亲的故吏，经常来往高宾家中。高宾之后略微升任通直散骑常侍、抚军将军、大都督。周明帝宇文毓初年，高宾出任咸阳郡太守，他在当地处理政务简要并施以恩惠，很得民众的信赖。周明帝听说高宾的才干，在咸阳郡赐给他田园。高宾寄居异乡归附朝廷，亲属都在北齐，经常担忧受到猜疑，无法取得信任，于是就在获赐的田园内多种树木，大规模建造房屋，并且开凿池塘环绕，有心在此终老。北周朝廷因此认为高宾没有二心，任命他担任使持节、车骑大将军、仪同三司、散骑常侍。
武成元年（559年），高宾出任御正下大夫，兼任小载师，外任益州总管府长史。保定初年，高宾被征召担任计部中大夫，治中外府从事中郎，获赐爵武阳县伯。高宾善于处理政务，果敢决断，文案虽然繁多，高宾处理起来仍有宽裕，之后转任太府中大夫、齐公宇文宪府长史，与工部中大夫郭彦、司车路下大夫裴汉等人参与谋议律法。天和二年（557年），高宾出任鄀州诸军事、鄀州刺史，进位骠骑大将军、开府仪同三司，治襄州总管府司录。建德元年岁次壬辰五月壬寅朔十二日癸丑（572年6月8日），高宾在万年县天义里去世，虚岁七十，周武帝诏令赠予并冀二州诸军事、并州刺史，谥号简，当年八月辛未朔二日壬申（572年8月26日）葬于石安县洪渎川北原。高宾的儿子高颎是辅佐隋文帝杨坚帝王创业的功臣，开皇年间，赠予高宾礼部尚书、渤海公。

## 墓葬与墓志
2007年11月，陕西省考古研究院为配合西安北郊至咸阳国际机场的专用高速公路建设，发现并考古独孤宾墓地，在高宾墓志中隐讳背叛北齐归周，陕西省考古研究院的考古人员认为可能与独孤信被杀有关，高宾的墓志中对世系和后代也只字未提，考古人员认为可能与高宾亲属都在北齐有关。高宾墓地西侧1.8公里处就是独孤藏的墓地，高宾墓地就位于独孤家族墓地之中 。

## 家庭

### 夫人
- 杨季姜，封齐国太夫人，开皇十年去世[10]

### 儿子
- 高颎，隋朝上柱国、太常、齐国公

## 延伸阅读
[在维基数据编辑]
 《周書/卷37》，出自令狐德棻《周書》